# 고람
고람(高覽, ? ~ ?) 또는 고환(高奐) 은 중국 후한 말의 무장이다.

## 행적
원소(袁紹)를 섬겼다.
200년 원소의 참모 허유(許攸)가 원소를 배반하고 조조에게 항복했다. 허유는 군량이 부족하던 조조에게 순우경(淳于瓊)이 지키는 오소(烏巢)를 공격할 것을 제안했다. 조조는 조홍(曹洪)과 순유(荀攸)에게 본진을 지키게 하고 직접 오소를 치러 갔다. 이를 안 원소가 장합과 고람에게 조조의 본진을 공격하게 하려 하자, 장합은 오소를 돕자고 했으나, 곽도와 총대장 원소는 본진 공격을 주장했으므로 본진을 치러 갔다. 그러나 본진 공략에 실패하자 후환을 두려워한 곽도는 장합을 모함했고, 고람은 장합과 함께 조조에게 항복했다. 그 이후의 일은 전하지 않는다.

## 《삼국지연의》에서의 고람
삼국지연의에서는 원소군의 용장으로 묘사되었다. 공융(孔融)은 고람을 가리켜 장합, 순우경과 더불어 뛰어난 장수라고 평했다. 조조군 본진 공격에 실패한 후 곽도가 장합과 고람이 조조에게 항복할 뜻이 있어 힘껏 싸우지 않았다고 모함하자, 그 말을 믿은 원소는 사자를 보내 두 사람을 불러들였다. 고람은 사자를 죽이고 장합에게 조조에게 항복하자고 했고, 장합은 고람과 함께 조조에게 항복했다. 이때 고람은 편장군(偏將軍)으로 임명되고 동래후(東萊侯)에 봉해졌다. 항복한 고람은 장합과 함께 원소군을 공격하여 패배시켰다.
여남(汝南)에서 세력을 키우고 있던 유비(劉備)가 허창을 향해 진군해 오자 조조는 이를 요격하여 싸웠는데, 조조군이 승리하여 유비는 달아나려 했다. 고람은 유비를 쫓으면서 유벽(劉辟)을 쓰러뜨렸으나, 뒤따라온 조운(趙雲)과 일기토가 붙어 단 1합만에 죽임을 당했다.